# Kazuki Nakadžima
Kazuki Nakadžima (japonsky: 中嶋 一貴; * 11. ledna 1985 Aiči) je japonský závodník, pilot Formule 1, týmu Williams.
Od začátku roku 2007 je testovacím jezdcem Williamsu a zároveň se zúčastnil závodů série GP2 v týmu DAMS.
Jeho otcem je bývalý závodník a také pilot formule 1 Satoru Nakadžima.

## Závodní kariéra
Kazuki začal závodit v motokárách v roce 1996, ve kterých byl velmi úspěšný a o tři roky později získal titul japonského mistra motokár ve třídě ICA. Díky svým úspěchům na sebe upozornil vedení Toyoty, která ho zařadila do svého programu na výchovu mladých talentů.

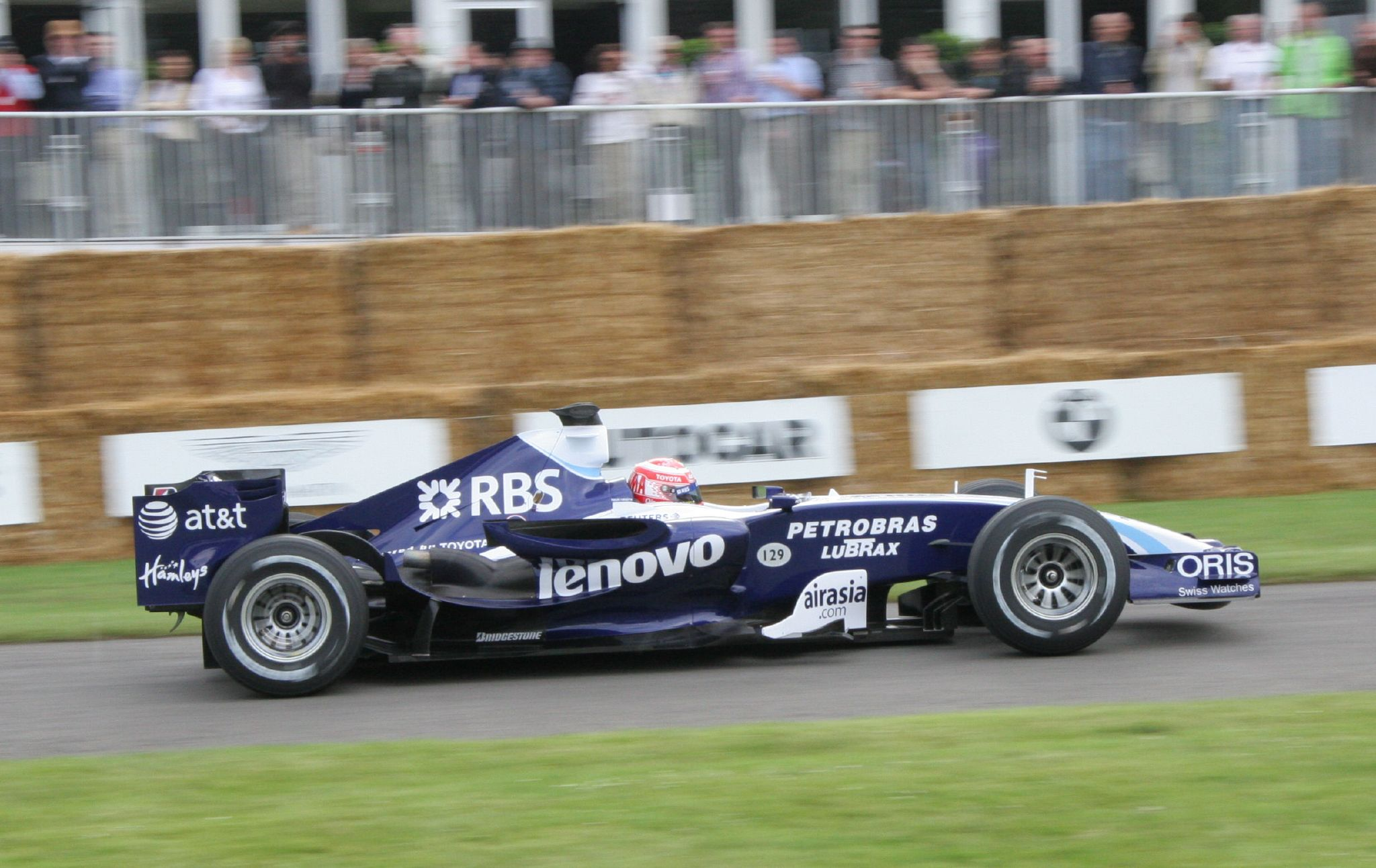
Kazuki Nakadžima při Festivalu rychlosti v Goodwoodu.

Od roku 2002 závodil v japonské školní formuli Toyota, ve které o rok později získal mistrovský titul. V roce 2004 závodil v japonském mistrovství Formule 3, ve kterém vyhrál 2 závody a skončil na celkovém pátém místě. Další sezonu závodil také v japonské formuli 3, skončil druhý. Navíc se v této sezoně zúčastnil japonského mistrovství sportovních vozů GT300, ve kterém skončil na celkovém osmém místě.
V roce 2006 se přesunul do Evropy. Účastnil se závodů F3 Euroseries. Ovšem po skvělém začátku, kdy první závod dokončil na druhém místě a po vítězství ve čtvrtém závodě už žádných lepších výsledků nedosáhl a v celkové klasifikaci mistrovství skončil na sedmém místě. V dalším roce už závodil v GP2 v týmu DAMS, získal pět pódií a stal se nováčkem roku.

## Formule 1

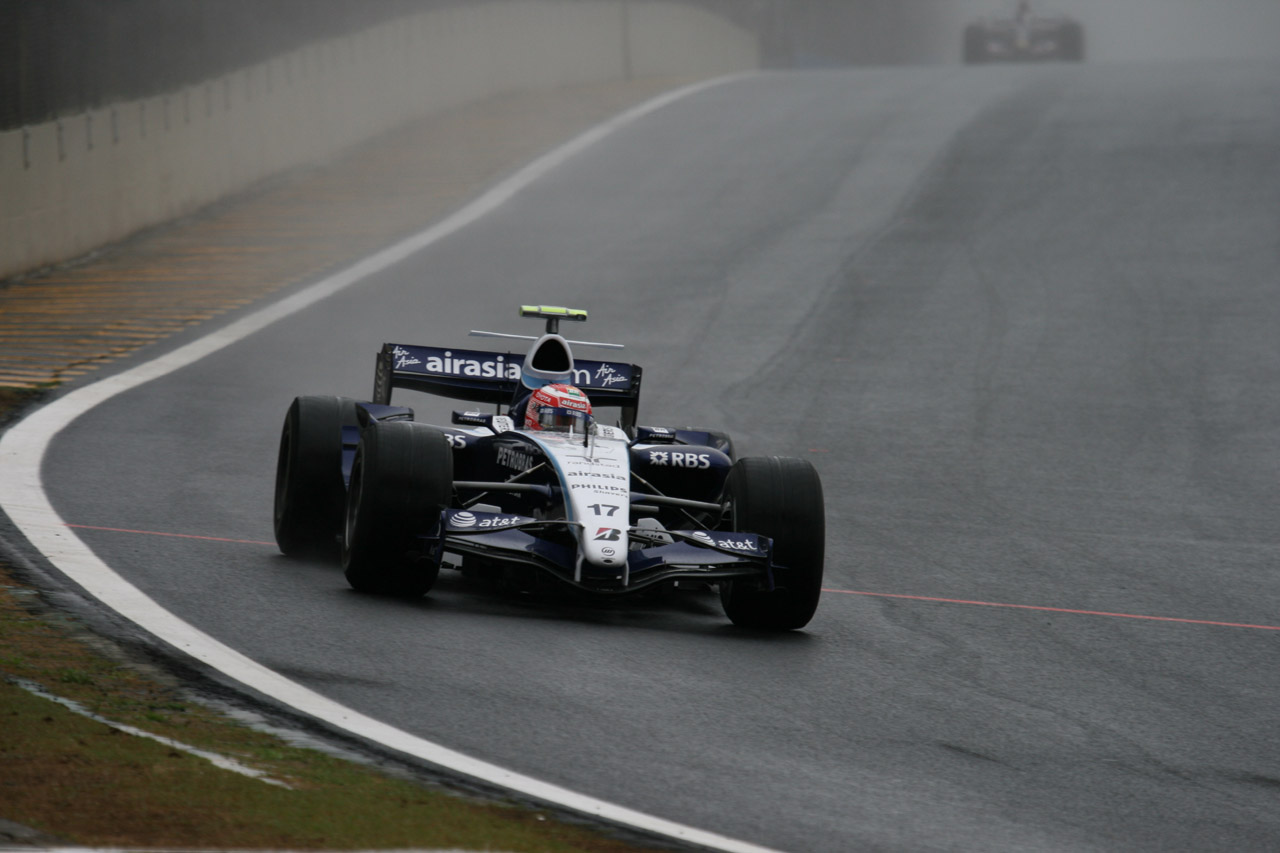
Kazuki Nakadžima při pátečním tréninku v Brazílii.

V listopadu 2006 byl Kazuki jmenován na místo testovacího pilota týmu Williams, společně s Narainem Karthikeyanem. Poprvé pro tým testoval týž měsíc. Na okruhu Fudži odjel v dešti 4 kola. Celkem přes zimu při testech najezdil okolo 7 000 km. V pěti závodech byl třetím pilotem týmu a představil se tak při pátečních trénincích.
9. října 2007 bylo oznámeno, že Nakadžima nahradí v posledním závodě sezony v Brazílii Alexe Wurze, který ukončil svou závodní kariéru. Ve svém prvním závodě si Kazuki nevedl vůbec špatně. Po startu z 19. místa se dokázal probojovat na 10. místo v cíli.

## Kompletní výsledky ve Formuli 1
| Legenda k tabulce | Legenda k tabulce                                                                       |
| Barva             | Výsledek                                                                                |
| ----------------- | --------------------------------------------------------------------------------------- |
| Zlatá             | Vítěz                                                                                   |
| Stříbrná          | 2. místo                                                                                |
| Bronzová          | 3. místo                                                                                |
| Zelená            | Bodované umístění                                                                       |
| Modrá             | Nebodované umístění                                                                     |
| Modrá             | Dokončil neklasifikován (NC)                                                            |
| Fialová           | Odstoupil (Ret)                                                                         |
| Červená           | Nekvalifikoval se (DNQ)                                                                 |
| Červená           | Nepředkvalifikoval se (DNPQ)                                                            |
| Černá             | Diskvalifikován (DSQ)                                                                   |
| Bílá              | Nestartoval (DNS)                                                                       |
| Bílá              | Závod zrušen (C)                                                                        |
| Světle modrá      | Pouze trénoval (PO)                                                                     |
| Světle modrá      | Páteční testovací jezdec (TD)                                                           |
| Bez barvy         | Netrénoval (DNP)                                                                        |
| Bez barvy         | Vyřazen (EX)                                                                            |
| Bez barvy         | Nepřijel (DNA)                                                                          |
| Bez barvy         | Odvolal účast (WD)                                                                      |
| Bez barvy         | Nezúčastnil se (prázdné)                                                                |
| Označení          | Význam                                                                                  |
| Tučnost           | Pole position                                                                           |
| Kurzíva           | Nejrychlejší kolo                                                                       |
| †                 | Jezdec nedojel do cíle, ale byl klasifikován, protože odjel více než 90 % délky závodu. |
| ‡                 | Byl udělován poloviční počet bodů, protože bylo odjeto méně než 75 % délky závodu.      |
| Horní index       | Umístění bodujících jezdců ve sprintu                                                   |

| Rok  | Tým                  | Šasi          | Motor                | 1       | 2      | 3       | 4       | 5       | 6       | 7       | 8      | 9      | 10     | 11      | 12     | 13     | 14     | 15     | 16      | 17     | 18     | Body | Umístění  |
| ---- | -------------------- | ------------- | -------------------- | ------- | ------ | ------- | ------- | ------- | ------- | ------- | ------ | ------ | ------ | ------- | ------ | ------ | ------ | ------ | ------- | ------ | ------ | ---- | --------- |
| 2007 | AT&T WilliamsF1 Team | Williams FW29 | Toyota RVX-07 2.4 V8 | AUS TD  | MAL TD | BHR     | ESP     | MON     | CAN TD  | USA TD  | FRA    | GBR    | EUR    | HUN     | TUR    | ITA    | BEL    | JPN    | CHN TD  | BRA 10 |        | 0    | 22. místo |
| 2008 | AT&T WilliamsF1 Team | Williams FW30 | Toyota RVX-07 2.4 V8 | AUS 6   | MAL 17 | BHR 14  | ESP 7   | TUR Ret | MON 7   | CAN Ret | FRA 15 | GBR 8  | GER 14 | HUN 13  | EUR 15 | BEL 14 | ITA 12 | SIN 8  | JPN 15  | CHN 12 | BRA 17 | 9    | 15. místo |
| 2009 | AT&T WilliamsF1 Team | Williams FW31 | Toyota RVX-09 2.4 V8 | AUS Ret | MAL 12 | CHN Ret | BHR Ret | ESP 13  | MON 15† | TUR 12  | GBR 11 | GER 12 | HUN 9  | EUR 18† | BEL 13 | ITA 10 | SIN 9  | JPN 15 | BRA Ret | ABU 13 |        | 0    | 20. místo |

### Výsledky v ostatních formulových kategoriích
| Sezóna | Série                   | Tým              | Vůz                       | Závody | Vítězství | Pole Position | Podium | Body | Konečné umístění |
| 2003   | Formule Toyota Japonsko |                  |                           |        |           |               |        |      | 1. místo         |
| 2004   | Formule 3 Japonsko      | TOM's            | Dallara F304-Toyota       | 20     | 2         | 2             | 4      | 138  | 5. místo         |
| 2005   | Formule 3 Japonsko      | TOM's            | Dallara F305-TOM's Toyota | 20     | 2         | 3             | 12     | 209  | 2. místo         |
| 2006   | F3 Euroseries           | Manor Motorsport | Dallara F305-Mercedes     | 20     | 1         | 0             | 4      | 36   | 7. místo         |
| 2007   | GP2                     | DAMS             | Dallara-Renault           | 21     | 0         | 1             | 6      | 44   | 6. místo         |